# إدريد جون هنري كورنر
إدريد جون هنري كورنر (بالإنجليزية: Edred John Henry Corner)‏ (12 يناير 1906–14 سبتمبر 1996) ويعرف اختصارًا بـ«إي جاي إتش كورنر» (بالإنجليزية: E. J. H. Corner)‏ عالم فطريات ونباتات إنجليزي.